# Virginia Slims of Florida
Il Virginia Slims of Florida è stato un torneo femminile di tennis giocato dal 1984 al 1995. Si è disputato nel Frenchman's Creek Beach & Country Club di Palm Beach Gardens negli USA nel 1984, al Crandon Park di Key Biscayne negli USA dal 1985 al 1986, al Boca Raton Resort & Club di Boca Raton negli USA dal 1987 al 1992 e al Delray Beach Tennis Center di Delray Beach negli USA dal 1993 al 1995. La superficie usata è stata la terra rossa nel 1984 e il cemento dal 1985 al 1995.

## Albo d'oro

### Singolare
| Anno        | Campionessa           | Finalista               | Punteggio     |
| ----------- | --------------------- | ----------------------- | ------------- |
| 1972        | Marie Neumannová      | Billie Jean King        | 6–4, 6–3      |
| 1973        | Margaret Smith Court  | Rosie Casals            | 5–7, 6–3, 6–1 |
| 1974- 1976  | Non disputato         | Non disputato           | Non disputato |
| 1977        | Chris Evert           | Margaret Smith Court    | 6–3, 6–4      |
| 1978        | Evonne Goolagong      | Virginia Wade           | 6–2, 6–3      |
| 1979        | Greer Stevens         | Dianne Fromholtz        | 6–4, 2–6, 6–4 |
| 1980- 1983  | Non disputato         | Non disputato           | Non disputato |
| 1984        | Chris Evert-Lloyd (1) | Bonnie Gadusek          | 6–0, 6–1      |
| 1985        | Chris Evert-Lloyd (2) | Martina Navrátilová     | 6–2, 6–4      |
| 1986        | Chris Evert-Lloyd (3) | Steffi Graf             | 6–3, 6–1      |
| 1987        | Steffi Graf (1)       | Helena Suková           | 6–2, 6–3      |
| ↓ Tier II ↓ |                       |                         |               |
| 1988        | Gabriela Sabatini (1) | Steffi Graf             | 2–6, 6–3, 6–1 |
| 1989        | Steffi Graf (2)       | Chris Evert             | 4–6, 6–2, 6–3 |
| 1990        | Gabriela Sabatini (2) | Jennifer Capriati       | 6–4, 7–5      |
| ↓ Tier I ↓  |                       |                         |               |
| 1991        | Gabriela Sabatini (3) | Steffi Graf             | 6–4, 7–6      |
| 1992        | Steffi Graf (3)       | Conchita Martínez       | 3–6, 6–2, 6–0 |
| ↓ Tier II ↓ |                       |                         |               |
| 1993        | Steffi Graf (4)       | Arantxa Sánchez Vicario | 6–4, 6–3      |
| 1994        | Steffi Graf (5)       | Arantxa Sánchez Vicario | 6–3, 7–5      |
| 1995        | Steffi Graf (6)       | Conchita Martínez       | 6–2, 6–4      |

### Doppio
| Anno        | Campionesse                              | Finaliste                           | Punteggio     |
| ----------- | ---------------------------------------- | ----------------------------------- | ------------- |
| 1972        | Judy Tegart Karen Krantzcke              | Vicky Berner Billie Jean King       | 7–5, 6–1      |
| 1973        | Rosie Casals (1) Billie Jean King        | Françoise Dürr Betty Stöve          | 7–6, 5–7, 6–3 |
| 1974- 1976  | Non disputato                            | Non disputato                       | Non disputato |
| 1977        | Martina Navrátilová Betty Stöve (1)      | Rosie Casals Chris Evert            | 6–4, 3–6, 6–4 |
| 1978        | Rosie Casals (2) Wendy Turnbull          | Françoise Dürr Virginia Wade        | 6–2, 6–4      |
| 1979        | Tracy Austin Betty Stöve (2)             | Rosie Casals Wendy Turnbull         | 6–2, 2–6, 6–2 |
| 1980- 1983  | Non disputato                            | Non disputato                       | Non disputato |
| 1984        | Betsy Nagelsen Anne White                | Rosalyn Fairbank Candy Reynolds     | 2–6, 6–2, 6–2 |
| 1985        | Kathy Jordan (1) Elizabeth Smylie (1)    | Svetlana Černeva Larisa Neiland     | 6–4, 7–6      |
| 1986        | Kathy Jordan (2) Elizabeth Smylie (2)    | Betsy Nagelsen Barbara Potter       | 7–6, 2–6, 6–2 |
| 1987        | Svetlana Černeva Larisa Neiland (1)      | Chris Evert-Lloyd Pam Shriver       | 6–0, 3–6, 6–2 |
| ↓ Tier II ↓ |                                          |                                     |               |
| 1988        | Katrina Adams Zina Garrison              | Claudia Kohde Kilsch Helena Suková  | 4–6, 7–5, 6–4 |
| 1989        | Jana Novotná (1) Helena Suková (1)       | Jo Durie Mary Joe Fernández         | 6–4, 6–2      |
| 1990        | Jana Novotná (2) Helena Suková (2)       | Elise Burgin Wendy Turnbull         | 6–4, 6–2      |
| ↓ Tier I ↓  |                                          |                                     |               |
| 1991        | Larisa Neiland (2) Nataša Zvereva (1)    | Meredith McGrath Samantha Smith     | 6–4, 7–6      |
| 1992        | Larisa Neiland (3) Nataša Zvereva (2)    | Linda Harvey-Wild Conchita Martínez | 6–2, 6–2      |
| ↓ Tier II ↓ |                                          |                                     |               |
| 1993        | Gigi Fernández Nataša Zvereva (3)        | Jana Novotná Larisa Neiland         | 6–2, 6–2      |
| 1994        | Jana Novotná (3) Arantxa Sánchez Vicario | Manon Bollegraf Helena Suková       | 6–2, 6–0      |
| 1995        | Mary Joe Fernández Jana Novotná (4)      | Lori McNeil Larisa Neiland          | 6–4, 6–0      |